# バルチス
バルチス（伊: Barcis）は、イタリア共和国フリウリ＝ヴェネツィア・ジュリア州ポルデノーネ県にある、人口約200人の基礎自治体（コムーネ）。

## 名称
標準イタリア語以外では以下の名称を持つ。
- フリウリ語: Barcis
- フリウリ語西部方言 (it) : Barce

## 地理

### 位置・広がり
ポルデノーネ県北西部にあるコムーネである。バルチスの集落は、県都ポルデノーネの北北西約27km、ベッルーノの東北東約27km、ウーディネの西北西約54km、ヴェネツィアの北北東約86kmに位置する。

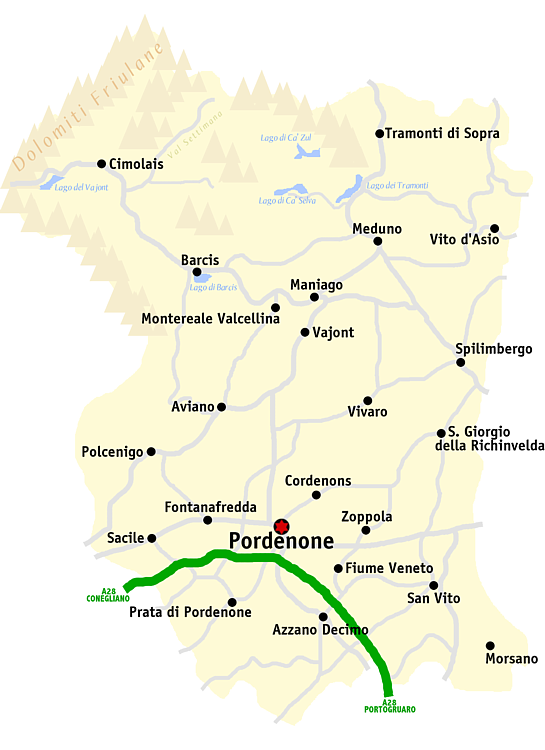
ポルデノーネ県概略図

#### 隣接コムーネ
隣接するコムーネは以下の通り。BLはベッルーノ県所属を示す。
- クラーウト - 北
- フリザンコ - 北東
- アンドレーイス - 東
- モンテレアーレ・ヴァルチェッリーナ - 南東
- アヴィアーノ - 南
- タンブレ (BL) - 南西
- キエース・ダルパゴ (BL) - 西

### 地勢
バルチスの集落は、ドロミティ・フリウラーネ (it:Dolomiti Friulane) の山中、ヴァルチェッリーナ (it:Valcellina) の海抜409mに位置し、人造湖バルチス湖 (it:Lago di Barcis) のほとりにある。
村は山々に囲まれている。コムーネの北（クラーウトとの境界）に、Monte Resettùm (2,067 m)、西に monti Crep Nudo (2,207 m) および Messer (2,230 m)、南に monti Cavallo (2,251 m) と Cjastelât (1,641 m)がある。東方（アンドレーイスのコムーネ内）には monti Raut (2,026 m) や Fara (1,342 m) を望むことができる。
- 集落の中心部
- バルチス湖

### 気候分類・地震分類
バルチスにおけるイタリアの気候分類 (it) および度日は、zona F, 3148 GGである。
また、イタリアの地震リスク階級 (it) では、zona 1 (sismicità alta) に分類される。

## 歴史
ヴァルチェッリーナ地方の中心に位置するバルチスの地名は、ケルト語の barg （馬、あるいは帽子）または berg（山）に由来すると考えられている。こうした起源は、北部イタリアにある多くの山の名と共通である。
古代にはケルト人の居住する村であった。1314年には地滑りにより村が被害を受け、チェッリーナ川のほとりに村が再建された。1606年には大火に遭った。
第一次世界大戦中の1916年11月、イタリア王国軍とオーストリア＝ハンガリー帝国軍の戦場となった。第二次世界大戦中の1944年には、戦争を原因として村が焼失している（これは1606年に次ぐ二度目の大火であった）。
1954年には水力発電のためのダムが建設され、バルチス湖が造られた。エメラルド色の人造湖は、この小さなリゾート地を特徴づける景観となっている。

## 行政

### 分離集落
バルチスには、以下の分離集落（フラツィオーネ）がある。
- Arcola, Armasio, Cimacosta, Fontane, Guata, Losie, Mighet, Molassa, Pentina, Pezzeda, Ponte Antoi, Portuz, Predaia, Ribe, Roppe, Vallata

## 社会

### 言語
住民は、イタリア語に次いで、フリウリ語の西部方言を話している。
2007年12月18日に制定された、フリウリ語の保護と振興に関するフリウリ＝ヴェネツィア・ジュリア州の州法（Legge regionale 18 dicembre 2007, n. 29 "Norme per la tutela, valorizzazione e promozione della lingua friulana"）により、標準フリウリ語と現地方言による地名表記の規範化がなされた。